# Caliothrips phaseoli
Caliothrips phaseoli    é uma espécie de inseto descrita pela primeira vez por Ian A. Hood em 1912. Caliothrips phaseoli faz parte do gênero Caliothrips e da família thrips .   Nenhuma subespécie está listada no Catálogo da Vida .  Conhecidos como tripes, insetos pertencem à espécie 'Caliothrips phaseoli' e são comuns em áreas rurais.